# Rot an der Rot
Rot an der Rot é um município da Alemanha, no distrito de Biberach, na região administrativa de Tubinga, estado de Baden-Württemberg.

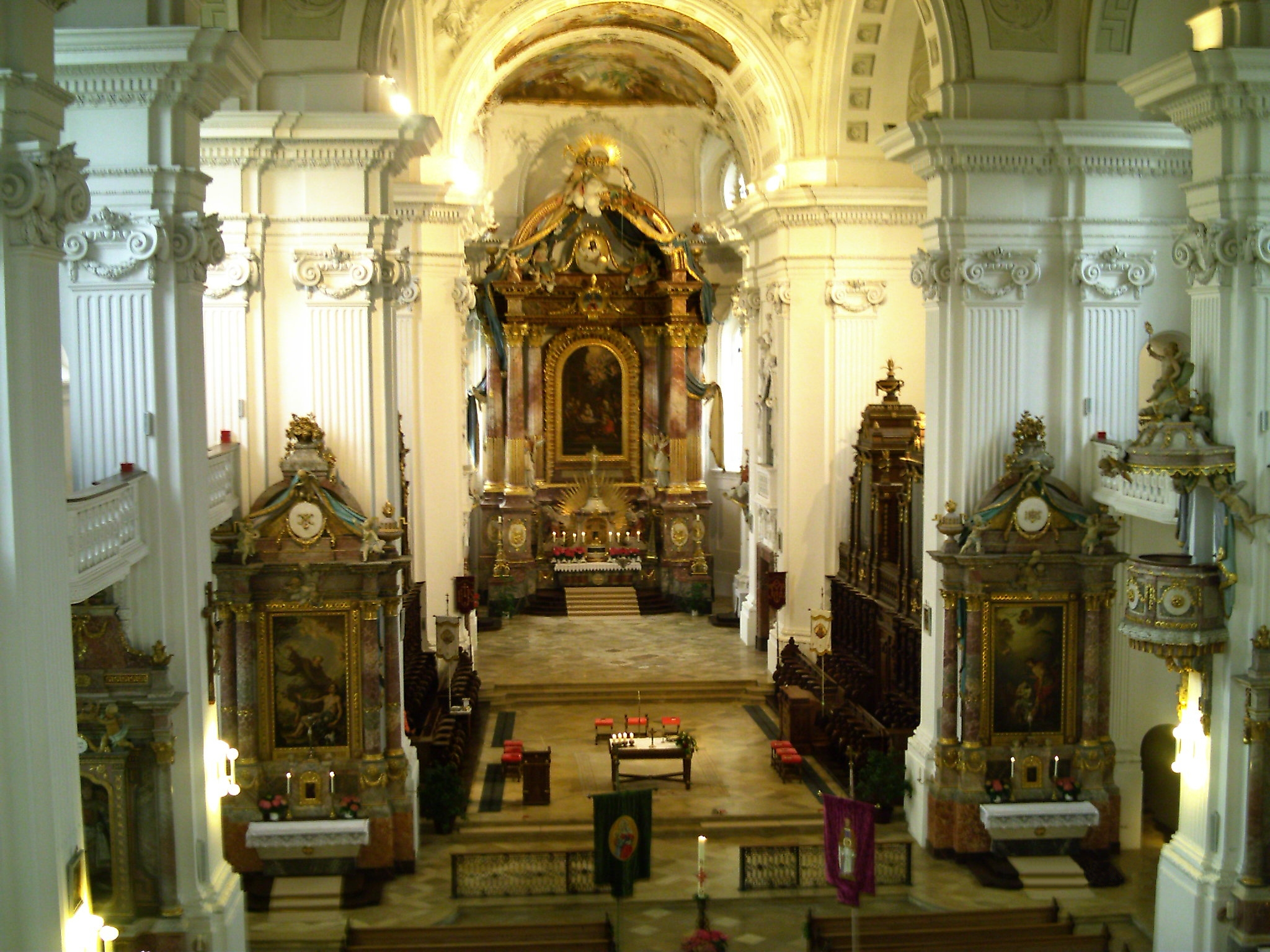
St. Verena, Igreja Católica Romana